# Ținutul Berdiansk
Ținutul Berdiansk (în ucraineană Бердянський повіт, în rusă Бердянский уезд) a fost o unitate administrativ-teritorială (uezd) din gubernia Taurida a Imperiului Rus, constituită în 1842. Centrul administrativ al ținutului a fost orașul Berdeansk. Populația ținutului era de 304.718 locuitori (în 1897).

## Istorie
Ținutul Berdiansk a fost creat în 1842, ca parte a guberniei Taurida (Tavria). În 1923, „uezd-ul” a fost desființat prin crearea districtului sovietic omonim.

## Geografie
Ținutul Berdiansk ocupa o suprafață de 8.765 km² (9.350 de verste). În nord și est se învecina cu ținuturile Aleksandrovsk și Mariupol din gubernia Ekaterinoslav, în sud avea ieșire la Marea Azov, iar în vest se învecina cu ținutul Melitopol din aceeași gubernie.

## Populație
La recensământul populației din 1897, populația ținutului era de 304.718 de locuitori, dintre care:
| Grup etnic           | Populație | % Procentaj |
| -------------------- | --------- | ----------- |
| Maloruși (ucraineni) | 179.117   | 58,8%       |
| Velicoruși (ruși)    | 55.303    | 18,1%       |
| Bulgari              | 31.843    | 10,4%       |
| Germani              | 23.870    | 7,8%        |
| Evrei                | 8.889     | 2,9%        |
| Moldoveni [români]   | 1.508     | 0,5%        |
| alții                | 4.188     |             |

## Diviziuni administrative
În anul 1886, Ținutul Berdiansk cuprindea 23 de voloste (ocoale) și 207 așezări.